# جواز سفر الرأس الأخضر
يصدر جواز سفر الرأس الأخضر لمواطني الرأس الأخضر للسفر الدولي. اعتبارًا من 2 يوليو 2019 كان مواطنو الرأس الأخضر يتمتعون بإمكانية دخول 65 دولة وإقليم بدون تأشيرة أو تأشيرة عند الوصول، مما جعل جواز سفر الرأس الأخضر يحتل المرتبة 79 من حيث حرية السفر وفقًا مؤشر هينلي لجوازات السفر.

## تأشيرة مجانية وعلى تأشيرة سفر وصول

### إفريقيا
| البل         | شروط الحصول                                                                                        |
| ------------ | -------------------------------------------------------------------------------------------------- |
| أنغولا       | 3 أشهر                                                                                             |
| بنين         | 3 أشهر                                                                                             |
| بوركينا فاسو | 90 يوم                                                                                             |
| جزر القمر    | أصدرت التأشيرة لدى وصولهم                                                                          |
| ساحل العاج   | 3 أشهر                                                                                             |
| جيبوتي       | 1 الشهر تأشيرة صدر لدى وصوله ل10،000 DJF                                                           |
| غامبيا       | 90 يوم                                                                                             |
| غانا         | 90 يوم                                                                                             |
| غينيا        | 3 أشهر                                                                                             |
| غينيا بيساو  | 90 يوم                                                                                             |
| كينيا        | 90 يوماً تأشيرة صدر لدى وصوله عن 25 دولاراً                                                          |
| ليبيريا      | 3 أشهر                                                                                             |
| مدغشقر       | 90 يوما تأشيرة صدر لدى وصوله لألعاب 140،000                                                        |
| موزمبيق      | تأشيرة دخول لمدة 30 يوماً صدر لدى وصوله عن 25 دولاراً                                                |
| مالي         | 3 أشهر                                                                                             |
| موريتانيا    | 3 أشهر                                                                                             |
| النيجر       | 90 يوم                                                                                             |
| نيجيريا      | 90 يوم                                                                                             |
| السنغال      | 3 أشهر                                                                                             |
| سيشل         | شهر واحد                                                                                           |
| سيراليون     | 3 أشهر [وصلة مكسورة]                                                                               |
| جنوب إفريقيا | 30 يوم                                                                                             |
| تنزانيا      | تأشيرة دخول لمدة 3 أشهر صدر لدى وصوله عن 50 دولاراً                                                 |
| توغو         | 3 أشهر                                                                                             |
| أوغندا       | تأشيرة دخول لمدة 3 أشهر صدر لدى وصوله عن 50 دولاراً نسخة محفوظة 12 مارس 2020 على موقع واي باك مشين. |
| زامبيا       | 3 الشهر تأشيرة صادرة عن وصول 50 دولاراً                                                             |

### الأمريكتين
| البل                    | شروط الحصول                                    |
| ----------------------- | ---------------------------------------------- |
| أروبا                   | 30 يوم                                         |
| باهاماس                 | 3 أشهر                                         |
| برمودا                  | 6 أشهر                                         |
| دومينيكا                | 21 يوم                                         |
| الإكوادور               | 90 يوم                                         |
| هايتي                   | 3 أشهر                                         |
| نيكاراغوا               | 3 أشهر بطاقة سياحية صدر لدى وصوله لمدة 5 دولار |
| سانت كيتس ونيفيس        | 14 يوم                                         |
| سانت لوسيا              | 6 تأشيرة صدرت الاسبوع لدى وصوله لقاء 50 دولار  |
| سانت فينسنت والغرينادين | شهر واحد                                       |

### آسيا
| البل      | شروط الحصول                                                  |
| --------- | ------------------------------------------------------------ |
| أرمينيا   | 120 تأشيرة يوميا صدر لدى وصوله لأيه إم دي 15،000             |
| أذربيجان  | تأشيرة دخول لمدة 30 يوماً صدر لدى وصوله إلى 100 دولار         |
| بنغلاديش  | 90 يوماً تأشيرة صدر لدى وصوله                                 |
| كمبوديا   | تأشيرة دخول لمدة 30 يوماً صدر لدى وصوله عن 20 دولاراً          |
| جورجيا    | 360 يوم على وصول تأشيرات الدخول الصادرة عن 100 هلام          |
| هونغ كونغ | شهر واحد                                                     |
| الأردن    | تأشيرة دخول لمدة 30 يوما صدر لدى وصوله لمدة 10 دينار         |
| لاوس      | تأشيرة دخول لمدة 30 يوما صدر لدى وصوله عن 30 دولارا          |
| ماكاو     | 90 يوم                                                       |
| ماليزيا   | شهر واحد                                                     |
| المالديف  | 30 يوم                                                       |
| نيبال     | 15/30/90 التأشيرات الصادرة اليوم لدى وصوله للدولار 25/50/100 |
| الفلبين   | 21 يوم                                                       |
| سنغافورة  | 30 يوم                                                       |
| سوريا     | 15 يوم تأشيرة صدر لدى وصوله                                  |

### أوروبا
| البل   | شروط الحصول |
| ------ | ----------- |
| كوسوفو | 90 يوم      |

### أوقيانوسيا
| البل       | شروط الحصول                                            |
| ---------- | ------------------------------------------------------ |
| جزر كوك    | 31 يوم                                                 |
| ميكرونيسيا | 30 يوم نسخة محفوظة 4 أغسطس 2009 على موقع واي باك مشين. |
| نييوي      | 30 يوم                                                 |
| بالاو      | 30 يوم                                                 |
| ساموا      | 60 يوم                                                 |
| توفالو     | شهر واحد                                               |